# Unità complessa di cure primarie
L'unità complessa di cure primarie, il cui acronimo è UCCP, nell'ordinamento sanitario italiano è una struttura pubblica deputata all'erogazione di servizi sanitari di base a livello territoriale. 

## Descrizione
Lo sviluppo e la diffusione delle Unità complesse di cure primarie (UCCP) nel territorio italiano sono avvenuti in séguito a un accordo Stato-regioni siglato nel 2006, in cui era stato prefissato l'obiettivo di deospedalizzare l'assistenza primaria; nel 2007 sorgono le prime strutture in via sperimentale, e le prime regioni sono state l'Emilia-Romagna e la Toscana.
Dipendenti dalle Aziende sanitarie locali (ASL) di riferimento, gestite e coordinate dalle Regioni, le UCCP operano in unica sede o hanno una sede di riferimento in ambito intra-distrettuale, svolgono attività ambulatoriale e forniscono assistenza sanitaria di base e diagnostica di primo livello. Il personale è costituito da medici di medicina generale, medici specialisti, infermieri e operatori assistenziali. Le UCCP sono localizzate in distretti sanitari con popolazione non inferiore ai 30.000 abitanti.

## Le UCCP in Italia
In Italia le UCCP sono presenti con nomi diversi a seconda della regione in cui sono situate: 
- Abruzzo: Presidio territoriale di assistenza (PTA)
- Basilicata: Assistenza territoriale integrata per la Basilicata (ATIB)[4]
- Calabria: Centro di assistenza primaria territoriale (CAPT). Ad oggi nella provincia di Catanzaro ASP CZ 203 sono attive n. 7 U.C.C.P. con attività H 24 nate nel 2014  [5]
- Campania: Struttura polifunzionale per la salute (SPS)
- Emilia-Romagna: Casa della salute
- Friuli-Venezia Giulia: Centro di assistenza primaria (CAP)[6]
- Lazio: Unità di Cure Primarie (UCP) ospitate nelle Case della Salute[7]
- Liguria: Casa della Salute
- Lombardia: PreSTT e POT
- Marche: Casa della salute
- Molise: Casa della salute
- Piemonte: Centro di assistenza primaria (CAP)
- Puglia: Presidi territoriali assistenziali (PTA)[4]
- Sardegna: Casa della salute[8]
- Sicilia: Presidio territoriale di assistenza (PTA)
- Toscana: Casa della salute
- Trentino-Alto Adige: n.d.
- Umbria: Casa della salute
- Valle d'Aosta: Casa della salute
- Veneto: Medicine di gruppo integrate (MGI)